# Medici Katalin francia királyné
Medici Katalin (teljes születési nevén olaszul: Caterina Maria Romula di Lorenzo de’ Medici, franciául: Catherine de Médicis; Firenze, Firenzei Köztársaság, 1519. április 13. – Blois, Francia Királyság, 1589. január 5.), firenzei örökösnő, II. Henrikkel kötött házassága révén Franciaország királynéja 1547-től hitvese 1559-es haláláig, majd az ország régense 1560 és 1563 között. A későbbi II. Ferenc, IX. Károly és III. Henrik királyok édesanyja. A fiára és a politikára gyakorolt befolyása, a hatalomban való meghatározó szerepe miatt ezt az időszakot gyakran úgy említik mint „Medici Katalin kora” a francia történelemben.
A gazdag firenzei Medici-családba született, II. Lorenzo és Madeleine de la Tour d’Auvergne leánya volt. Nagybátyjának, VII. Kelemen pápának hozzájárulásával 1533-ban feleségül ment II. Henrik francia királyhoz. Férje kizárta Katalint az államügyekből, helyette szeretőjét, Diane de Poitierst részesítette előnyben, aki nagy befolyással bírt rá. A király 1559-es halálát követően Katalin előtérbe került a politikai porondon fia, az ifjú és beteges II. Ferenc mellett. Amikor Ferenc 1560-ban elhunyt, másik fia, a mindössze tíz éves IX. Károly mellett az ország régense lett Katalinból. Károly 1574-es halála után harmadik fia, III. Henrik uralkodása idején is kulcsszerepet töltött be az ország vezetésében.
Katalin három fia a francia vallásháborúk idején uralkodott. Az ország előtt álló problémák ellenére Katalin politikája képes volt fenntartani a monarchia egységét és az állami intézmények működését – akár minimális szinten is. Katalin kezdetben nem volt ellenséges a protestáns lázadó hugenottákkal szemben, később azonban keményvonalas politikát folytatott: őt tartják a fiai uralkodása alatt végrehajtott üldözések kiötlőjének, mint amilyen Szent Bertalan éjszakájának (1572. augusztus 23.) eseményei is voltak, amikor hugenották ezreit ölték meg Párizsban és Franciaország-szerte.
Házassága huszonöt éve alatt összesen tíz gyermeke született, köztük három későbbi francia király, akik közül egy, Henrik a Lengyel–Litván Unió trónjára is megválasztásra került. Két leányából is királyné lett: Erzsébet II. Fülöp spanyol király harmadik felesége, míg Margit a későbbi első Bourbon-házi francia király, Navarrai Henrik felesége lett. Medici Katalint a 16. század egyik legmeghatározóbb és legbefolyásosabb női alakjának tartják.

## Gyermekkora
Apja, II. Lorenzo (1492–1519. május 4.) – Firenze ura (1513–1519) és Urbino hercege (1516–1519) – 1518. március 2-án vette el nőül Amboise–ban a Bourbon hercegnőt, Madeleine de la Tour d’Auvergne–t (1500 k.–1519. április 28.). Katalin 1519. április 13-án született, azonban még ugyanezen hónap 28-án anyját, majd május 4-én apját is elveszítette. Életének első tizenegy évében Katalint ide–oda tologatták a diplomácia sakktábláján, s a játszma igen magas tétekben folyt, mivel az elárvult gyermek akkoriban Európa egyik legjobb partijának számított, hiszen mind rangja, mind pedig vagyona igen tekintélyes volt.
Hat hónapos korában Rómába került nagynénjéhez, Clarice de’ Medicihez (1493–1528), majd 1525-ben visszaküldték Firenzébe, ahol Silvio Passerini (1469–1529) bíboros felügyelete alá került. Együtt nevelkedett nagybátyja (VII. Kelemen pápa) törvénytelen fiával, Alessandro de’ Medicivel (1510–1537) és egy másik törvénytelen rokonnal – Giuliano de’ Medici, Nemours hercegének fiával –, Ippolito de’ Medicivel (1511–1535). Medici Katalin palotája magas falai között szorgalmasan tanulta a latin és görög nyelvet, zenét, táncot és egyéb ismereteket, amelyek egy előkelő reneszánsz dáma műveltségének elemeit alkották. A szép, délceg megjelenésű Ippolito, aki szerette a katonák és művelt emberek társaságát Katalin szemében az eszményi Medici volt. Kapcsolatuk nem tudott kibontakozni, mivel az 1527–es esztendő beleszólt abba. Róma feldúlásának (Sacco di Roma) és VII. Kelemen pápa fogva tartásának híre eljutott Firenzébe, ennek hatására a polgárok – a család történetében immár harmadszor – száműzték a Medicieket, s ezt Clarice – aki maga is tagja volt a családnak – is így akarta, aki szintén republikánus (köztársaságpárti) nézeteket vallott. Passerini bíboros és három fiatal gyámolítottjának el kellett hagynia a Medici–palotát és távoznia a városból. Azonban a „duchessina” – ahogyan a firenzeiek nevezték – nem távozott Firenzéből, túszként tartották a városban, nevelését pedig a Murate-apácák vették át.
A történelem kereke újra fordult egyet, a pápa kiszabadult, a franciák ismét összecsaptak V. Károly német-római császár csapataival. 1529-ben Firenze megadta magát, Alessandro bevonult a városba és haláláig ki sem adta kezéből a hatalmat. Miután a pápa Ippolitót bíborossá tette, ott volt még Katalin, a sápadt, vékony, eléggé mindennapi külsejű, de erős akaratú 12 éves kislány. Kelemen nagy reményeket fűzött hozzá. Voltak akik úgy vélték, hogy Ippolitóból csak azért csinált kardinálist (bíboros), hogy elmozdítsa az útból mint Katalin egyik lehetséges kérőjét, mivel a lány kimutatta, hogy túlságosan is szereti a fiút, és Kelemen nem egyezhetett bele abba, hogy Katalin olyan házasságot kössön, mely sem a Medici–háznak, sem a pápának nincs előnyére. (Ráadásul Ippolito állítólag nem más volt, mint Katalin édesapjának törvénytelen fia, tehát a lány féltestvére.) A pápa azt tervezte, hogy a kislányt a francia király egyik fiához adja.

## Trónörökösné
1533. október 28-án, 14 éves korában Marseille–ben ment férjhez I. Ferenc másodszülött fiához, Orleans-i Henrik herceghez, akit később II. Henrik néven Franciaország királyává koronáztak. A szertartást maga a pápa celebrálta, aki erősen támogatta a házasságot, mivel ezzel a rokoni kapcsolattal kívánta a katolikus egyház és a francia király közötti együttműködést erősíteni. Házassága során nem tudott közel kerülni férjéhez, aki udvariasan bánt ugyan feleségével, de mindenki láthatta a köztük húzódó ellentétet. Nemsokára riválisa is lett Katalinnak Diane de Poitiers személyében, akit igazi szépségként csodáltak az udvarban. A fiatal feleség túl okos volt ahhoz, hogy ezt ne vegye észre, de csendben fogadta riválisa megjelenését.
1536. augusztus 10-én a húszéves Ferenc francia trónörökös (dauphin) mellhártyagyulladásban meghalt, Henrik lett a trón várományosa. Ezzel feleségére is nagy terhet rótt: trónörököst kellett szülnie. Márpedig ez tíz éven át nem sikerült, így joggal félt attól, hogy hazaküldik Firenzébe.

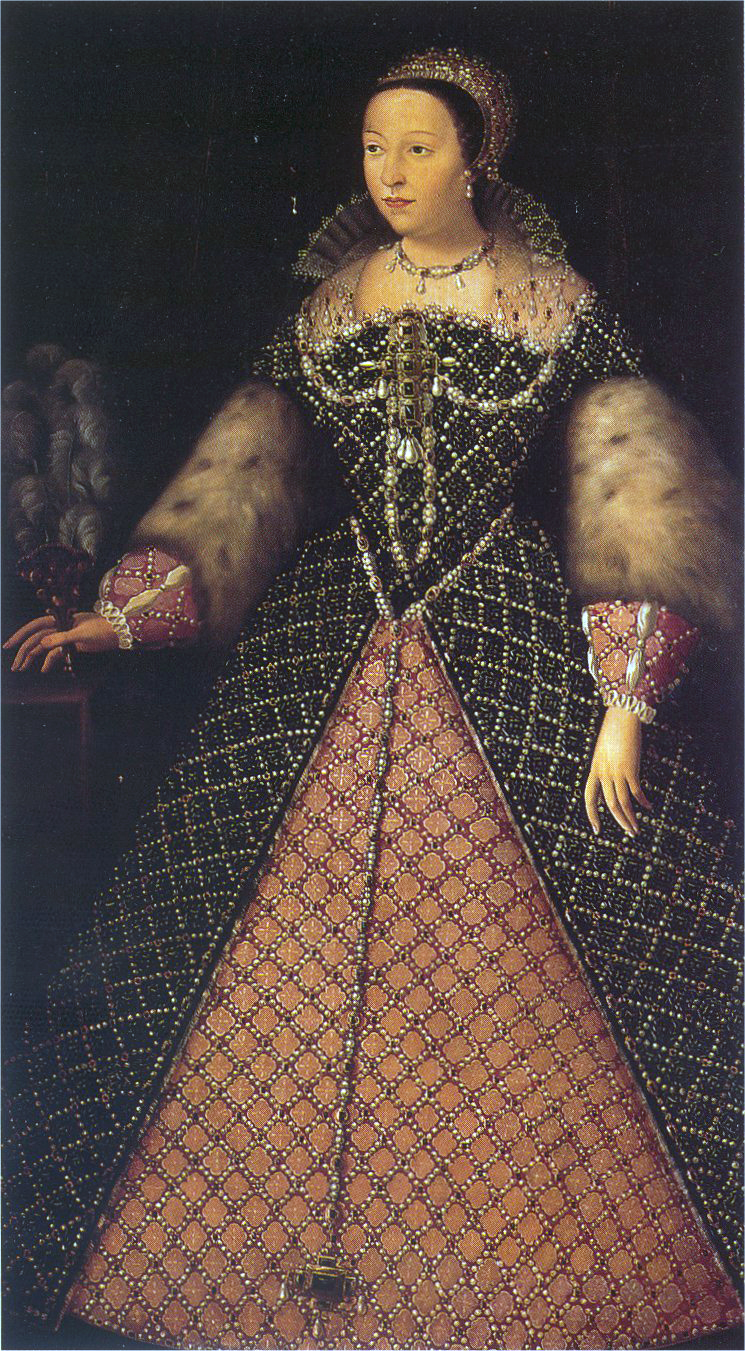
Medici Katalin (1555-ben)

 Katalin mindent megpróbált, hogy anyává válhasson, mert jól tudta, ha nem sikerül trónörököst adnia az országnak, férje elválik tőle és újra megházasodik, hogy második felesége végre gyermeket szüljön neki. A hagyományos orvoslás nem segített, kuruzslókhoz fordult, de semmi sem használt. Elhatározta, azt fogja tenni a férjével az ágyban, amit Diane. Lyukat fúratott a hálószoba mennyezetébe, az ágy fölé, hogy a felső emeletről nézhesse, amint férje a szeretőjével hál. Udvarhölgyei nem tudták lebeszélni erről a tervéről, és valóban, patakokban folyt a könnye, amint meglátta férjét a szeretőjével közös, hitvesi ágyukban. Bármi volt is a módszer, bevált: Fontainebleau–ban megszületett Ferenc dauphin 1544. január 19-én. Rendkívül termékenynek bizonyult, tizenhárom év alatt tíz gyermeket hozott a világra, akik közül három még csecsemőkorában halt meg; anyjukat csak ketten élték túl, és csak egy volt, aki negyven évnél is magasabb kort ért el. Navarrai Margit hatvankét éves korában halt meg, s tulajdonképpen ő volt az egyedüli egészséges mindnyájuk között, mert a Mediciek szervezetének öröklődő gyatrasága – amely váltakozva jelentkezett az egyes nemzedékekben – Katalin gyermekeiben is felbukkant. És mégis az ő családjából három francia király – akik közül az egyik egy évig Lengyelország királya is volt –, egy francia királyné (Margit, Navarrai Henrik első felesége) és egy spanyol királyné (Erzsébet, II. Fülöp harmadik felesége) származott.

## Királyné
1547-ben, apja halála után Henriket koronázták meg Franciaország királyává, Katalint csak 1549-ben, a Párizs melletti Saint-Denis-székesegyházban koronázták meg királynévá, mert Franciaországban egy különleges törvény értelmében nő nem lehetett több, mint hitves, az így nem is vehetett részt a királlyal a reimsi szertartáson, és nem kenték fel a szent olajjal. Henrik trónra lépéséből azonban Diane de Poitiers húzta a legnagyobb hasznot. Henrik még annál is többet költött szeretőjére, mint amit az elvárt. Megkapta a csodás Chenonceau kastélyt a Loire–völgyben. Katalin Franciaország királynéjaként és a trónörökös anyjaként sem élvezett annyi hatalmat, mint Diane, a szerető. A botrányos szerelmi háromszögnek Henrik 1559-ben bekövetkezett, hirtelen halála vetett véget. A háttérben, de nem tétlenül töltött 14 év pedig meghozta a várt eredményt: Katalin megannyi mellőzés után megkaparinthatta az uralkodói pálcát mint a kiskorú király gyámja. Méregkeverőnek tartották, aki a politikát saját fortyogó konyhájából irányította. És valóban, Medici Katalin fiai trónján keresztül gyakorolta bosszúszomjas hatalmát.

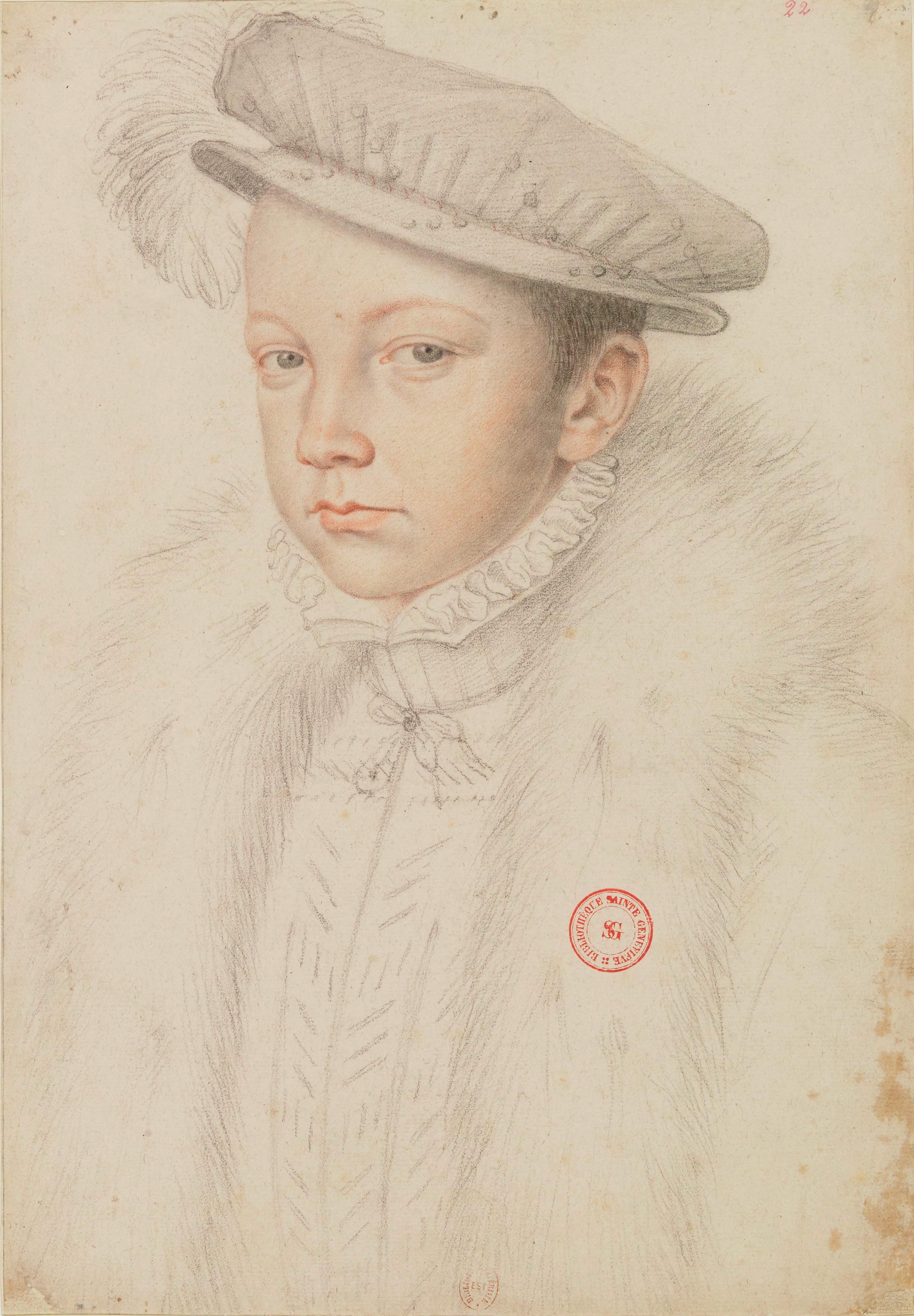
II. Ferenc francia király (1544–1560)

## Anyakirályné
Amikor II. Henrik egy lovagi tornán elszenvedett sérülésébe belehalt, legidősebb fia csak 15 éves volt. Ferenc a skót trón örökösének, Stuart Máriának volt a férje. Férje halála után az özvegy Katalin feketével vonatta be szobájának falait, maga pedig ettől kezdve haláláig gyászruhát viselt, amely nélkül a későbbi nemzedékek el sem tudták képzelni. Életet ettől kezdve a Valois-ház hatalmának megtartásáért vívott harc töltötte ki.
Katalin szabadon bocsátotta férje gyilkosát, a protestáns Gabriel de Montgomeryt (1530 k. – 1574). Kegyesnek akart mutatkozni a protestánsok iránt és eleinte megelégedett annyival, hogy száműzte őt, de valójában sosem bocsátott meg neki. Montgomery gróf éveken át bolyongott Európában, de a szerencsétlen kimenetelű viadal után tizenöt évvel ismét Katalin kezére került. Angliáért harcolt, de vitéz védekezés után tizedmagával kapitulálnia kellett. Azt ígérték, megkímélik életét, de Katalin elfogatta, Párizsba hozatta, ahol hazaárulásért halálra ítéltette és a Gréve téren felnégyeltette és lefejeztette. Ez az asszony kitartóan tudott várni bosszúja beteljesedésére.
II. Ferenc 1560. december 5-i halála után IX. Károly néven tízéves öccse lett anyja gyámkodásával az új francia király. A beteges gyermekkirály Chenonceau–ban lakott és anyja féltékenyen őrködött felette; vezérelve a maga és a Valois–k hatalmának megóvásától. Mint régens, politikai célja az, hogy a vallási konfliktusokon (1562. március 1.) felülemelkedve nemzeti egységet hozzon létre. Kormányzása azonban politikai intrikákban merül ki, és akaratát képtelen a vallási és feudális csoportosulásokra rákényszeríteni. A vallási kérdés azonban politikai és hatalmi kérdésekkel fonódott össze. Mindkét tábor (a Bourbon–család és a lotaringiai hercegi ház leszármazottai) befolyása alá akarta vonni a királyi hatalmat, és meg akarta növelni a saját rendi önállóságát. A régens Medici Katalin pedig egyik párt túlsúlyát sem akarta elfogadni a királyi hatalom felett, ezért igyekezett bármelyik megerősödése esetén a másikat kijátszani ellene. A környező államok is bekapcsolódtak a küzdelembe: a spanyolok a katolikusokat, Anglia és néhány protestáns német állam pedig a hugenottákat támogatta. Az 1570-es, saint-germaini egyezséget követően II. Gaspard de Coligny admirális a királyi udvarba került, s elnyerte a király bizalmát. Ennek birtokában nagy terveket szőtt, Franciaország külső helyzetének megváltoztatására, valamint a spanyol veszély leküzdésére.
Az admirális befolyásának növekedése azonban újabb fordulatot eredményezett. Az anyakirályné sokallotta Coligny hatalmát, Párizs népe pedig sérelmesnek tartotta a hugenották jelenlétét. Medici Katalin beleegyezett leányának, Margit hercegnőnek és az ifjú Navarrai Henriknek házasságába, az esküvői ünnepségek alatt azonban – Szent Bertalan Éjszakáján, 1572. augusztus 23-áról 24–ére virradó éjjel – a Guise-ekkel újra szövetségre lépett Katalin katolikus hívei és a felizgatott párizsi tömeg megrohanta és lemészárolta a hugenottákat, végeztek Coligny admirálissal is. Navarrai Henriket és az ifjabb Condét elfogták a Louvre–ban és a katolikus hitre való áttérésre kényszerítették. IX. Károly 1574-ben meghalt, a trónt öccse – III. Henrik – foglalta el. Időközben Navarrai Henrik megszökött Párizsból, visszatért a kálvini hitre, s újra kezdetét vette a háború, amely 1577-ben újabb átmeneti megegyezéssel ért véget.

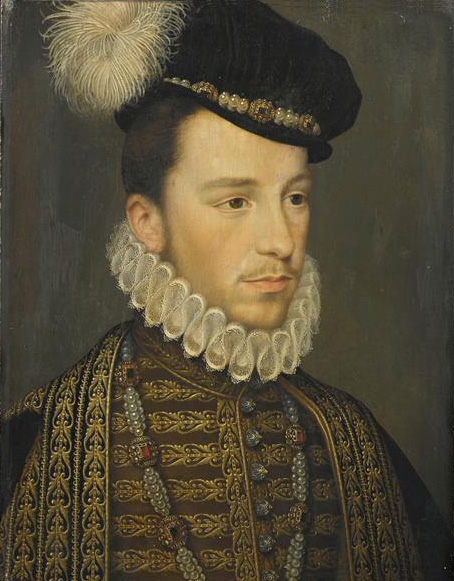
III. Henrik francia király (1570 k.)

A vallásháború ezután 1586-ban a trónöröklés problémája miatt újult ki. 1584-ben ugyanis meghalt a király utolsó öccse (Hercule Ferenc), s mivel III. Henriknek nem volt gyermeke, a trón jogszerű örököse a legközelebbi rokon, a protestáns Navarrai Henrik lett. (Henrik édesanyja III. Johanna navarrai királynő volt, Medici Katalin egyik ősellensége. Állítólag Johanna rejtélyes körülmények között, hirtelen halt meg, és sokak szerint Katalin ölette meg. Johanna édesanyja Valois Margit francia királyi hercegnő volt, V. Károly francia király egyik leszármazottja. Egyesek szerint Katalin azt tervezte, hogy miután leánya hozzáment Navarrai Henrikhez, megmérgezteti a férfit, hogy özvegye, Valois Margit – Katalin leánya – révén Franciaországhoz csatolhassa a rendkívül értékes Navarrai Királyságot.)

## Címei és titulusai
A Medici Katalin által használt címek és megszólítások élete során:
- Firenze örökösnője (1519. április 13. - 1533. október 28.) Őméltósága, Firenze örökösnője
- Urbino hercegnője (1519. április 13. - 1533. október 28.) Őfensége, Urbino hercegnője
- Orleáns hercegnéje / Trónörökösné (dauphine) (1533. október 28. - 1549) Őfensége, az orleáns-i hercegnő / a trónörökösné
- Francia királyné (1547. március 31. - 1559. július 10.) (megkoronázva csak 1549-ben lett) Őfelsége, Franciaország királynéja
- Özvegy királyné (1559. július 10. - 1589. január 5.) Őfensége, az özvegy királyné
- Anyakirályné (1559. július 10. - 1589. január 5.) Őfelsége, az anyakirályné
- Régens (1560. december 5. - 1574. május 30.) Őfensége, a régensnő

## Kedvtelések
Legjobban az arcképeket kedvelte, ingóságainak leltárában 341 arckép szerepel, néhány ezekre vonatkozó megrendelőlevél is fennmaradt. Katalint sokkal jobban lefoglalták a mások és saját maga által okozott anyagi nehézségek, semhogy igazán lelkes s kényes ízlésű művészetpártoló válhatott volna belőle. Ebben megakadályozták életkörülményei és a maga természete. Hódolt az építészet divatos kedvtelésének, szépíttette a Chenonceau-i kastélyt, folytatta a Louvre-t, felépíttette a Tuileriák palotáját, de mindez főként politikai célokat szolgált. A tudományokra volt ideje; azonban a művészetre se ideje, se hajlama nem volt, ami igen furcsa egy Medicinél, hiszen köztudott volt, hogy az igen vagyonos család anyagilag mindig is támogatta a tehetséges művészek munkáját.

## Jóslatok
Katalin érdeklődött az okkult tudományok irányt és számos varázslóval, jóssal, csillagásszal vette körül magát, mivel megerősítették az önmagába, jellemébe és ravaszságába való hitét, amelytől egész élete függött. Elfogadta Nostradamus (1503–1566) szolgálatait, aki igen nagy népszerűségre tett szert a királyi udvarban, azonban némely udvaronc nem örült személyének, hiszen II. Henrik halálát jósolta. Medici Katalin komolyan vette ezeket a próféciákat, s a férje haláláról szóló négysoros jóslat teljesen felkavarta. 1556-ban érte küldetett és kétórás magánbeszélgetést folytatott vele. Jóslata II. Henrikkel kapcsolatban valóra vált; viszont a fiaival kapcsolatban semmi olyasmit nem árult el neki, ami elszomoríthatta volna; fiatalon halnak meg, a három hercegből király lesz. Ugyanazon a trónon látja őket, ám e részletet nem fedte föl a királynénak, mert az azt jelentette volna, hogy a fiúk közül kettő rövid ideig uralkodik. Mindezek a jóslatok idővel valóra váltak, de már a próféta halála után. Volt még egy titokzatos jóslata, mikor Katalin Salonban felkereste Nostradamust. A próféta észrevett kíséretében egy fiatal fiút. Mondta a királynénak, hogy szeretné megvizsgálni az ifjú testén lévő szemölcsöket, azonban a fiú félt és elszaladt. Megvárta, amíg az elalszik, majd óvatosan felemelte a takarót és megvizsgálta. Másnap azt mondta a Katalinnak, hogy a fiúból Franciaország királya lesz. Két fia még élt, ezért Katalinnak olybá tűnt, hogy a jóslat nem válik valóra. Mégis beteljesedett. A fiú Navarrai Henrik volt.

## Utolsó napjai
Katalin négy trónváltozást és számtalan szerencsétlenséget ért meg. Franciaország legnagyobb nevei, vagyonai és sorsai hányódtak ide-oda a katolikusok és hugenották közti harcokban, egyedül ő tartotta meg változatlanul a maga helyét és a Valois-házat a trónon. De a harcoknak még nem volt vége, és ő már kezdett öregedni. Alig két évvel a Szent Bertalan-nap után jobban félt a hugenottáktól, mint valaha. Azt jósolták neki egyszer, hogy Saint-Germain közelében fog meghalni. Nem is utazott el soha az ottani kastélyba, s mivel a Louvre a Saint-Germain-l’Auxerrois-templom egyházközségéhez tartozott, saját palotáját távolabb, a Saint-Eustache-templom egyházközségének területén kezdte építtetni (ezt nevezték később Tuileriáknak). 1589. január 1-jén azonban megfázott, és úgy érezte, hogy közeleg a vég. Január 5-én végrendelkezett, s hamarosan megérkezett hozzá a király első gyóntatója. Az anyakirályné a fiatal pap neve iránt érdeklődött. „Julien de Saint-Germain, asszonyom!” – hangzott a válasz. Katalin némán visszahanyatlott párnáira, s még ezen a napon kiszenvedett. A blois-i kastélyban halt meg, ahol a látogatók még ma is megtekinthetik állítólagos egykori boszorkánykonyháját. A testét rejtő szarkofágot Saint-Denis-ben helyezték örök nyugalomra, ahol azonban a francia forradalom alatt a sírrablók súlyosan megkárosították.
A tizenéves, romlatlan, tiszta lelkű Medici Katalinból évtizedek alatt egy megkeseredett, áskálódó, bosszúszomjas, kőkemény politikus lett, aki minden eszközt megragadott, hogy biztosítsa a Valois-ház fennmaradását, a dinasztia azonban 1589-ben, III. Henrik király halálával férfi ágon kihalt. Ekkor került hatalomra az országban a navarrai Bourbon-dinasztia, mely előbb 204, egy nagyobb megszakítás után pedig még 34 évig ült a Francia Királyság trónján.
IV. Henrik francia király második felesége a sors furcsa fintora folytán ismét egy Medici lett, Mária, aki - Katalinhoz hasonlóan - ugyancsak évekig kénytelen volt eltűrni férje hűtlenkedéseit. Mária ugyancsak özvegyként lett az ország régense, kiskorú fia, XIII. Lajos nevében. Mária az évek során szintén ravasz politikai játszmákat folytatott egy férfiak uralta, kegyetlen világban.

## Gyermekei
Medici Katalin és II. Henrik házasságából tíz gyermek született:
- Ferenc (1544. január 19. – 1560. december 5.), II. Ferenc néven francia király (1559–1560)
- Erzsébet (1545. április 2. – 1568. október 3.) spanyol királyné
- Klaudia (1547. november 12. – 1575. február 21.), Lotaringia hercegnéje
- Lajos (1549. február 3. – 1549. október) Orléans hercege
- Károly (1550. június 27. – 1574. május 30.), IX. Károly néven francia király (1560–1574)
- Henrik (1551. szeptember 19. – 1589. augusztus 2.) lengyel (1573–1574), majd III. Henrik néven francia király (1574–1589)
- Margit (1553. május 14. – 1615. március 27.) Franciaország és Navarra királynéja
- Ferenc (1555. március 18. – 1584. június 19.) Alençon, Anjou, Berry, Touraine és Brabant hercege, Flandria grófja
- Johanna (*/† 1556. június 24.)
- Viktória (1556. június 24. – 1556. augusztus), Johanna ikerhúga